# Kosch-Prinzip

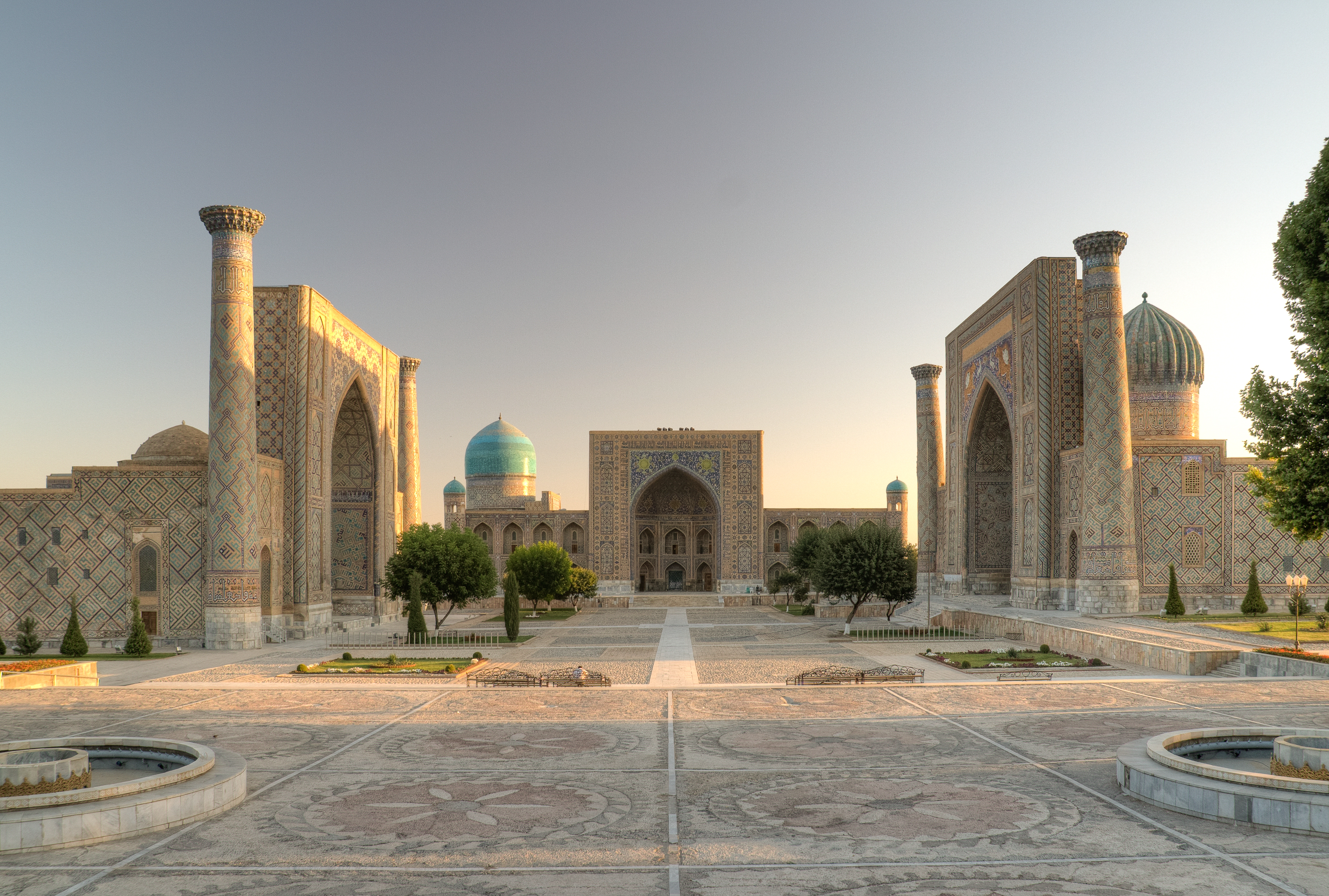
Der Registan in Samarkand: Ulugbek-Madrasa (links) und Sher-Dor-Madrasa (rechts) sind nach dem Kosch-Prinzip angeordnet

Das Kosch-Prinzip (auch Kosh, Qosh, Qoʻsh, Kasch, Kash oder Qash geschrieben) ist ein städtebauliches Prinzip der Anordnung zweier repräsentativer Bauten in zentralasiatischen Städten. Der Name ist aus dem persischen Wort „Qash“ abgeleitet, das „gegenüber“ bedeutet.

## Anordnung
Gemäß dem Kosch-Prinzip werden die zwei Bauwerke, beispielsweise Moscheen oder Madrasas, die in der Regel die gleiche Größe haben, so angeordnet, dass ihre Prunkfassaden einander auf derselben Hauptachse gegenüberliegen. Oft sind neben den in der Mittelachse angeordnete Pischtake mit Iwanen auch weitere Fassadenelemente wie Arkaden, Fensterachsen oder Ecktürme einander gegenüberliegend angeordnet, so dass die zwei Gebäude einander wie Bild und Spiegelbild gegenüberstehen.

## Beispiele

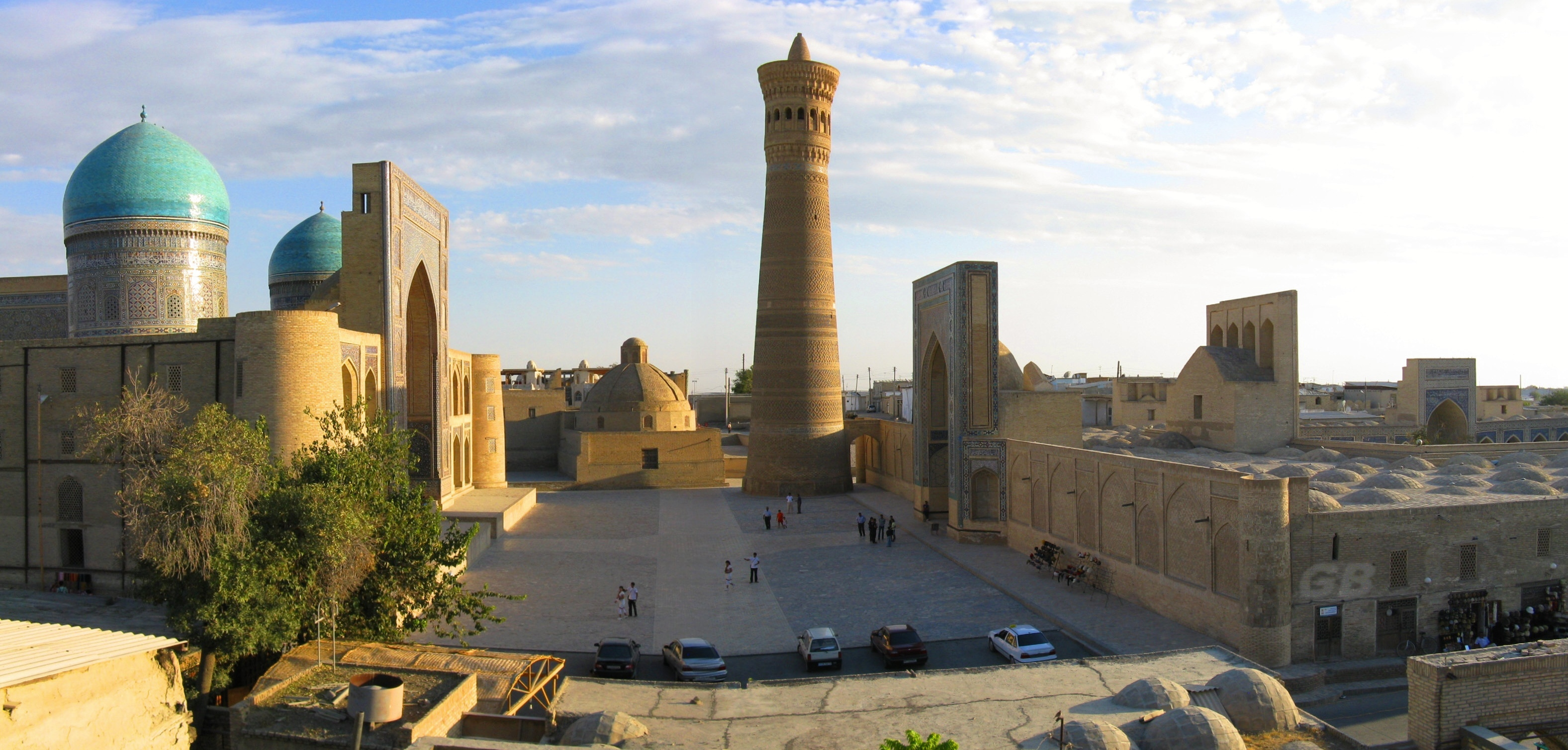
Poi Kalon mit Kalon-Moschee (rechts), Kalon-Minarett und Alim-Khan-Madrasa (Mitte) und Mir-Arab-Madrasa (links)

Ein Beispiel für eine strenge Symmetrie ist der Registan in Samarqand, wo die Ulugʻbek-Madrasa und die Sher-Dor-Madrasa einander symmetrisch gegenüberstehen.
Ein weiteres Beispiel für strenge Symmetrie sind die Allah-Quli-Khan-Madrasa und die Qutlugh-Murad-Inak-Madrasa in Xiva.
Bei dem Poi-Kalon-Ensemble in Buxoro dagegen ist die Symmetrie durchbrochen. Die Kalon-Moschee ist niedriger als die ihr auf derselben Hauptachse gegenüberliegende Mir-Arab-Madrasa, hat dafür aber eine größere Breite.
Durchbrochen ist die Symmetrie auch in dem Gebäudeensemble Labi Hovuz in Buxoro, in dem sich die Nodir-Devonbegi-Chanaqa und die Nodir-Devonbegi-Madrasa auf derselben Hauptachse gegenüberliegen. Zwar haben beide Bauwerke einen hohen Pischtak, aber die Khanaqa ist deutlich schmaler, bei ihr fehlen die zweigeschossigen Spitzbogenarkaden der Madrasa, und die Ecktürme stehen direkt neben dem Pischtak. Außerdem liegen zwischen den beiden Gebäuden ein Bassin und ein Park, so dass der Bezug der Gebäude zueinander optisch geschwächt ist.
Bei der Qoʻsh-Madrasa in Buxoro, einer Doppel-Madrasa, die das Anordnungsprinzip sogar im Namen trägt, sind zwar die Fassaden der Modari-Khan-Madrasa und der Abdullah-Khan-Madrasa mit allen ihren Einzelelementen (Pischtak, Iwan, Arkaden, Ecktürme) streng spiegelsymmetrisch zueinander angeordnet. Die Symmetrie ist allerdings dadurch durchbrochen, dass die beiden Gebäude nicht dieselbe Hauptachse haben. Die Achse der Modari-Khan-Madrasa ist schräg zu der Symmetrieachse angeordnet, so dass ihre Fassade schräg zu dem Rest des Gebäudes steht.